# ガエタノ・カニッツァ

カニッツァの三角形

ガエタノ・カニッツァ（Gaetano Kanizsa 1913年8月18日 トリエステ生 - 1993年3月13日）は、イタリアの心理学者、画家、トリエステ心理学研究所の創立者である。
ハンガリー人の父とスロベニア人の母の下に生まれ、 古典リチェオに進学し、直観像記憶についての論文を書いて1938年にパドバ大学でラウレア（高等教育の学位）を取得した。1947年にフィレンツェ大学のティーチング・アシスタントとなった。1953年、正教授としてトリエステ大学に戻り、30年間務めた。1988年アカデミックな生活からは引退したが、死去の年である1993年まで研究を続けた。
カニッツァはイタリア心理学の主要人物で、1955年にカニッツァの三角形を作成。1970年代に主観的輪郭の論文 (サイエンティフィック・アメリカン, 1976)と著書『視覚の文法』(1979)を出版して有名になった。
科学的な興味に加えて、カニッツァは絵画活動を行った。

## 著書
- Organization in Vision: Essays on Gestalt Perception, Praeger Publishers, 1979, ISBN 0275903737
  -  野口薫監訳『カニッツァ視覚の文法― ゲシュタルト知覚論』サイエンス社 1985年 ISBN 4781903975
  - Grammatica del vedere. Saggi su percezione e Gestalt,  Il Mulino, Bologna, 1997
- Gaetano Kanizsa, Paolo Legrenzi, M. Sonino共著 Percezione, linguaggio, pensiero （知覚，音声，思考） , Il Mulino, Bologna, 1983
- Vedere e pensare （見ることと考えること）, Il Mulino, Bologna, 1991